# Красносёлка (Старосинявский район)
Красносёлка (укр. Красносілка) — село в Старосинявском районе Хмельницкой области Украины.
Население по переписи 2001 года составляло 108 человек. Почтовый индекс — 31445. Телефонный код — 3850. Занимает площадь 0,516 км². Код КОАТУУ — 6824482003.

## Местный совет
31400, Хмельницкая обл., Старосинявский р-н, с. Заставцы